# جامعة ننغرهار
جامعة ننغرهار (بالبشتوية: د ننګرهار پوهنتون)‏ هي مؤسسة للتعليم العالي تمولها الحكومة في جلال أباد، أفغانستان. وهي ثانِ أكبر جامعة في أفغانستان. وتضم 13 كلية.